# Ödestimmen

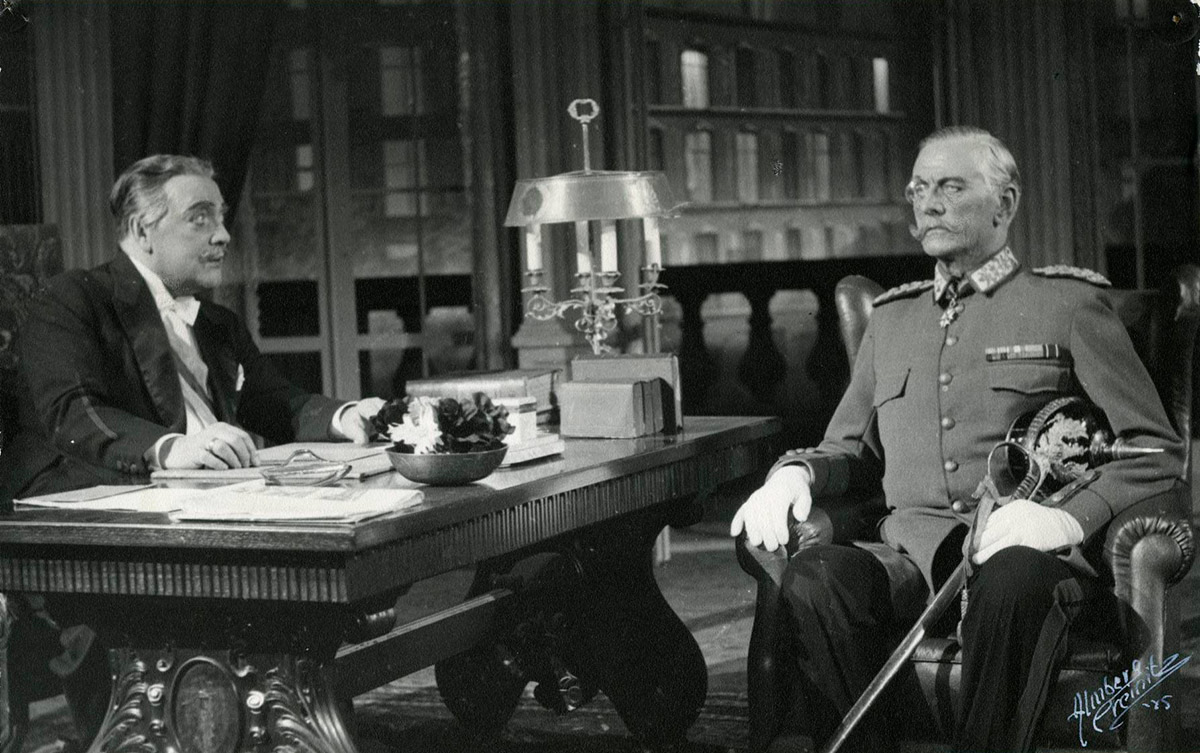
Anders de Wahl i rollen som statskansler Rikard Anker och Olof Sandborg som general Benedict i Ödestimmen med svensk premiär den 2 mars 1945 vid Dramatiska teatern i regi av Rune Carlsten.

Ödestimmen är en pjäs i tre akter från 1922 av Hjalmar Söderberg. Den är ett politiskt idédrama med bakgrund i krigsutbrottet 1914. Söderbergs eget intresse från första världskriget blev alltmer fokuserat på den samtida maktpolitiken och bibelkritiken. I dramat Ödestimmen skildrar han humanismens kamp mot nationalism och militarism. Albert Bonniers Förlag publicerade pjäsen i december 1922.

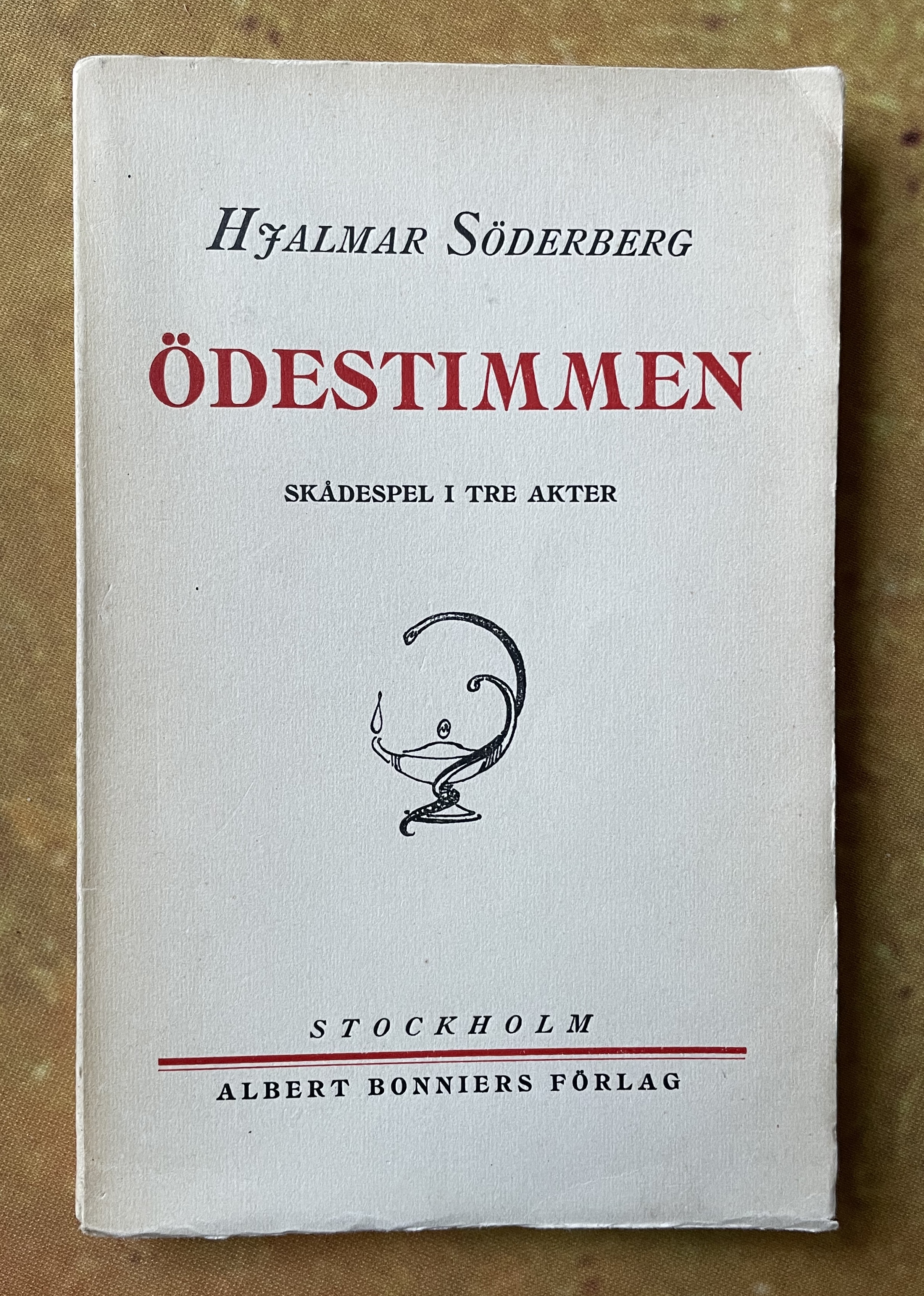
Den tryckta versionen av Ödestimmen utgiven på Albert Bonniers Förlag 1922.

## Historia
I Kristiania spelades pjäsen redan den 24 februari 1923 med bland andra Söderbergs son Tom Söderberg i publiken. På Nationalteatret gavs dramat 22 gånger. Norge var betydligt mindre tyskvänligt än Sverige. 
Hjalmar Söderberg utgick ifrån, att pjäsen skulle möta ogillande i Sverige. Att vännen Tor Hedberg slutat som Dramatenchef förbättrade inte situationen. Den nye chefen Tore Svennberg inhiberade mycket riktigt pjäsen eftersom  Dramatiska teaterns styrelse var emot, att dramat skulle spelas där. Det dröjde i mer än 20 år – ända till i slutskedet av andra världskriget – innan pjäsen spelades i Sverige.
Pjäsen hade premiär den 2 mars 1945 på Dramaten där den spelades 18 gånger i regi av Rune Carlsten, som även hade rollen som fältmarskalk von Trotke.

## Rollbesättning vid premiären på Dramaten
- Felix III, Tauriens kejsare – Uno Henning
- Friherre Rikard Anker, statskansler – Anders de Wahl – (även portalfotot i infobox)
- Stéfanie, hans hustru – Elsa Carlsson
- Rut, hans dotter i första giftet – Eivor Landström
- Greve Edvard Troilsky, utrikesminister – Åke Claesson
- Fältmarskalk Werner von Trotke – Rune Carlsten
- Karl, von Trotkes sonson – Ulf Palme
- General Benedict – Olof Sandborg
- Gehejmerådet Cassius – Lars Hanson
- Weenink, kulturminister – Hans Strååt
- Schultz, vaktmästare (tidigare underofficer) – Einar Axelsson
- Ordföranden för en deputation – Jan-Erik Lindqvist
- En adjutant – Erik Strandell

## Tid och rum
Tiden för dramat är kort före utbrottet av ett stort krig.
Rummet är huvudstaden i kejsardömet Taurien, vars område vid denna tid sträckte sig från Östersjön till Adriatiska havet, från Nordsjön till Karpaterna, från Galliens gränser till Tsaroslaviens och Balkanhalvöns.
Första och tredje akterna utspelar sig i statskanslerpalatset. Under andra akten befinner man sig på slottet i kejsardömet.

## Handling
Ödestimmen handlar om ett politiskt dilemma. Dramat gestaltar, genom en diskussion mellan ledarna för staten Taurien, hur en alltmer otyglad nationalism, grundad i lögner och ärelystnad, leder till utbrott av ett krig. Ödestimmen är, som en tidning skrev, ”en dramatisk fantasi över hur det första världskriget kom till”. Söderberg ville visa hur tron på krigets oundviklighet ”blir till en fix idé hos statsmännen och därmed en direkt krigsorsak”. Serbien, Tyskland eller Österrike nämns inte i stycket, som istället utspelar sig i det fiktiva kejsardömet Taurien.
Vid pjäsens början har Tauriens prins Josef Salvator fallit offer för en attentatsman från grannlandet Sturien. Starka krafter kräver, att en aggressiv not skickas till grannen, vilket innebär krig. Statskanslern Anker har hittills kunnat hålla krigshetsarna tillbaka, men nu har situationen blivit akut. Tauriens kejsare Felix måste fatta ett beslut. Ödestimmen är nära. Avgörande blir kejsarens lärare och mentor Cassius argumentering – vanvettiga drömmar om världsherravälde för ett utkorat folk. Kejsaren tar sitt beslut och noten skickas. Anker försöker avgå, vilket allmänt uppfattas som landsförräderi. Han blir misshandlad på gatan av en fanatiker och avlider på sitt kontor – just som kejsarens arresteringsorder anländer.